# Stelis disticha
Stelis disticha är en orkidéart som beskrevs av Eduard Friedrich Poeppig och Stephan Ladislaus Endlicher. Stelis disticha ingår i släktet Stelis och familjen orkidéer. Inga underarter finns listade i Catalogue of Life.